# W Sagittarii
W Sagittarii, Gamma-1 Sagittarii (γ¹ Sgr) – cefeida w gwiazdozbiorze Strzelca, tworząca układ wizualnie podwójny z gwiazdą Gamma-2 Sagittarii.
Gwiazda ta jest gwiazdą zmienną, zmienia swoją obserwowaną wielkość gwiazdową od +4,3 do +5,1 w częstotliwości 7,59 dnia ziemskiego. Podczas zmiany jasności następuje także zmiana typu widmowego z G1 do F4. Bazując na jej zmienności, odległość W Sagittarii od Ziemi została obliczona na około 1500 lat świetlnych od Ziemi.
W Sagittarii posiada także dwóch towarzyszy, W Sagittarii B i C, oddalonych odpowiednio o 33 i 48 sekund kątowych od jaśniejszej gwiazdy. Obydwie gwiazdy mają wielkość gwiazdową +13.